# Phillips, Maine
Phillips är en kommun (town) i Franklin County i Maine. Vid 2010 års folkräkning hade Phillips 1 028 invånare.